# グラヴェル川
グラヴェル川は、フランス、パリのヴァンセンヌの森にある、激流を模倣した人工の川である。
人工の滝や大きな木陰の水域が点在しており、森の南東にあるグラヴェル湖を水源として西に向かって流れ、ルート・ド・ラ・トゥーレルで 2 つに分かれた後、サンマンデ湖とドーメニル湖に注ぐ。
この川の水はセーヌ川からオーステルリッツ駅付近で汲み上げられ、グラヴェル湖に貯留される。